# دنیل-آندره تانده
دنیل-آندره تانده (انگلیسی: Daniel-André Tande؛ زادهٔ ۲۴ ژانویهٔ ۱۹۹۴) اسکی‌باز پرش اهل نروژ است.